# Digimon Adventure (serial telewizyjny 2020)
Digimon Adventure: (jap. デジモンアドベンチャー: Dejimon Adobenchā:; stylizowane jako Digimon Adventure:) – ósmy serial anime z serii Digimon i reboot serialu z 1999 roku. Tytuł tej części serii wyróżnia się znakiem dwukropka na końcu tytułu.
Seria zadebiutowała 5 kwietnia 2020 na japońskim kanale Fuji TV. 

## Fabuła
W 2020 roku w Tokio dochodzi do awarii sieci nawielką skalę. Taichi przygotowuje się do wakacyjnej wycieczki w plener, gdy dochodzi do wypadku: jego matka i młodsza siostra Hikari uwięzione są w pociągu, którego nie można zatrzymać, więc Taichi rusza im z pomocą i udaje się do dzielnicy Shibuya. Tam napotyka dziwny fenomen, który porywa go prosto do świata wirtualnego, razem z innymi osobami.

## Bohaterowie
- Taichi Yagami (jap. 八神 太一 Yagami Taichi)

Seiyū: Yūko Sanpei 
- Yamato Ishida (jap. 石田 ヤマト Ishida Yamato)

Seiyū: Daisuke Namikawa 
- Sora Takenouchi (jap. 武之内 空, Takenouchi Sora)

Seiyū: Ryōko Shiraishi 
- Kōshirō Izumi (jap. 泉 光子郎 Izumi Kōshirō)

Seiyū: Yumiko Kobayashi 
- Mimi Tachikawa (jap. 太刀川 ミミ Tachikawa Mimi)

Seiyū: Marika Kōno 
- Joe Kido (jap. 城戸 丈 Kido Jō)

Seiyū: Takeshi Kusao 
- Takeru Takaishi (jap. 高石 タケル Takaishi Takeru)

Seiyū: Megumi Han 
- Hikari Yagami (jap. 八神 ヒカリ Yagami Hikari)

Seiyū: Misaki Watada 
- Agumon (jap. アグモン)

Seiyū: Chika Sakamoto 
- Gabumon (jap. ガブモン)

Seiyū: Mayumi Yamaguchi 
- Piyomon (jap. ピヨモン)

Seiyū: Atori Shigematsu 
- Tentomon (jap. テントモン)

Seiyū: Takahiro Sakurai 
- Palmon (jap. パルモン)

Seiyū: Kinoko Yamada 
- Gomamon (jap. ゴマモン)

Seiyū: Junko Takeuchi 
- Patamon (jap. パタモン)

Seiyū: Miwa Matsumoto 
- Gatomon (jap. テイルモン Teirumon)

Seiyū: Mie Sonozaki 
- Narrator

Seiyū: Masako Nozawa 

## Produkcja

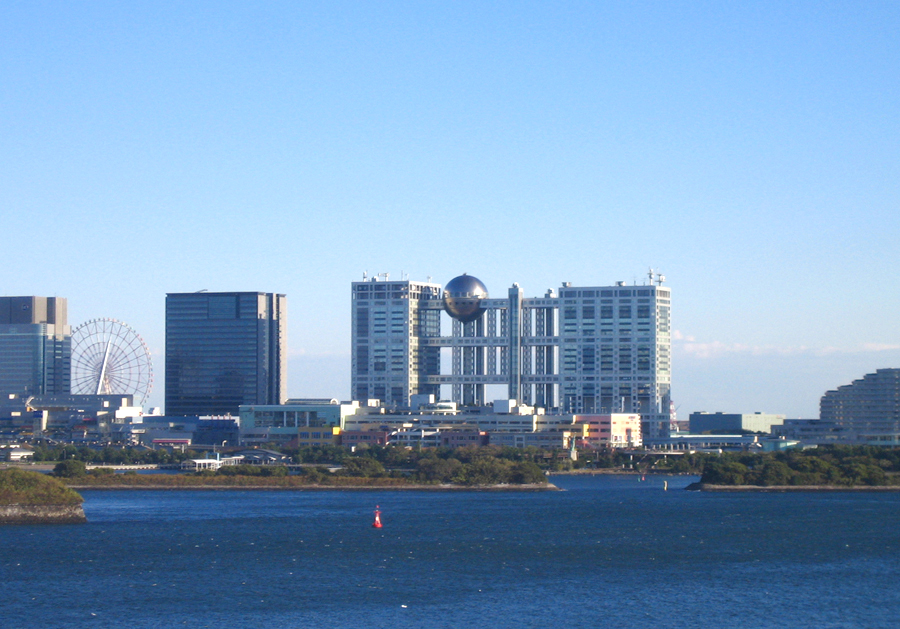
Siedziba Fuji TV w Odaiabie

Produkcją serii zajęło się studio Toei Animation. Reżyserem serii został Masato Mitsuka, scenariuszami zajmuje się Atsuhiro Tomioka, a Katsuyoshi Nakatsuru przygotował projekty postaci; reżyserem animacji jest Akihiro Asanuma, a producentami Matsuki Hanae, Naoko Sagawa oraz Hiroyuki Sakurada.
Seria ta jest rebootem serialu z 1999 roku.
Seria miała swoją premierę 5 kwietnia 2020 w Japonii, na kanale Fuji TV i pokrewnych
20 kwietnia 2020 roku za pośrednictwem oficjalnej strony internetowej ogłoszono tymczasowe wstrzymanie produkcji serialu ze względu na pandemię koronawirusa, a czwarty odcinek serialu, który miał ukazać się 26 kwietnia został usunięty z programu telewizyjnego. Premiery kolejnych odcinków (począwszy od odcinka czwartego) powróciły do ramówki 28 czerwca 2020.